# بيلي ستايسي
بيلي ستايسي (بالإنجليزية: Billy Stacy)‏ هو لاعب كرة قدم أمريكية أمريكي، ولد في 30 يوليو 1936 في درو في الولايات المتحدة.

## وصلات خارجية
- بيلي ستايسي على موقع مرجع كرة القدم المحترفة.كوم (الإنجليزية)
- بيلي ستايسي على موقع قاعة ميسيسيبي للمشاهير الرياضية (الإنجليزية)